# Dénes Fogarasi
Dénes Fogarasi (ur. 1962) – węgierski judoka.
Srebrny medalista mistrzostw Europy w 1984. Trzeci na ME juniorów w 1981. Wicemistrz kraju w 1986 i 1987; trzeci w 1988 roku.